# Membran (Trennschicht)
Eine Membran oder Membrane (über spätmittelhochdeutsch membrāne ‚Pergamentstück‘ aus lateinisch membrāna ‚Häutchen‘) ist eine dünne Schicht eines Materials, die den Stofftransport durch diese Schicht beeinflusst. Membranen treten in vielfältigen Anwendungen und Funktionen auf.
Jede biologische Zelle ist von einer semipermeablen Membran umgeben (Biomembran). Auch die Faszien, die Weichteil-Komponenten des Bindegewebes, die den ganzen Körper als ein umhüllendes und verbindendes Spannungsnetzwerk durchdringen, sind Membranen.
In der Separationstechnik verwendet man Membranen als Trennschicht in der Membrantechnik.
Membranen sind unterschiedlich durchlässig:
- impermeabel
- semipermeabel
- selektiv permeabel
- unidirektional permeabel
- omnipermeabel